# Campionati europei di pugilato dilettanti 1930
I Campionati europei di pugilato dilettanti maschili 1930 si sono tenuti a Budapest, Ungheria, dal 4 all'8 giugno 1930. È stata la 3ª edizione della competizione organizzata dall'EABA. 64 pugili da 11 Paesi hanno partecipato alla competizione.

## Podi
| Categoria                   | Oro                | Argento              | Bronzo             |
| Pesi mosca (kg 50,8)        | István Énekes      | Mieczysław Forlański | Mario Trombetta    |
| Pesi gallo (kg 53,5)        | János Széles       | Mario Plaesu         | Edelweis Rodriguez |
| Pesi piuma (kg 57,1)        | Gyula Szabó        | Cesare Saracini      | Nicolae Carata     |
| Pesi leggeri (kg 61,2)      | Mario Bianchini    | Sándor Szobolevszky  | Kaarlo Väkevä      |
| Pesi welter (kg 66,7)       | Jupp Besselmann    | Witold Majchrzycki   | Karl Dehn          |
| Pesi medi (kg 72,6)         | Clemente Meroni    | Lajos Szigeti        | John Andersson     |
| Pesi mediomassimi (kg 79,4) | Thyge Petersen     | Albert Leidmann      | Mario Lenzi        |
| Pesi massimi (kg 79,4 +)    | Michael Michaelsen | Bertil Molander      | Heinz Hinzmann     |

## Medagliere
Nazione ospitante 
| Posiz. | Nazione   | Oro | Argento | Bronzo | Totale |
| ------ | --------- | --- | ------- | ------ | ------ |
| 1      | Ungheria  | 3   | 2       | 0      | 5      |
| 2      | Italia    | 2   | 1       | 3      | 6      |
| 3      | Danimarca | 2   | 0       | 0      | 2      |
| 4      | Germania  | 1   | 1       | 1      | 3      |
| 5      | Polonia   | 0   | 2       | 0      | 2      |
| 6      | Romania   | 0   | 1       | 1      | 2      |
| 6      | Svezia    | 0   | 1       | 1      | 2      |
| 8      | Finlandia | 0   | 0       | 1      | 1      |
| 8      | Norvegia  | 0   | 0       | 1      | 1      |
|        | Totale    | 8   | 8       | 8      | 24     |